# Õeste
Õeste is een plaats in de Estlandse gemeente Saaremaa, provincie Saaremaa. De plaats telt 8 inwoners (2021).
De plaats viel tot in oktober 2017 onder de gemeente Leisi. In die maand werd Leisi bij de fusiegemeente Saaremaa gevoegd.